# 원한의 두 꼽추
"원한의 두 꼽추"는 한국에서 제작된 임권택 감독의 1971년 영화이다. 황백 등이 주연으로 출연하였고 김태수 등이 제작에 참여하였다.

## 출연

### 주연
- 황백
- 윤양하